# Alfa 68

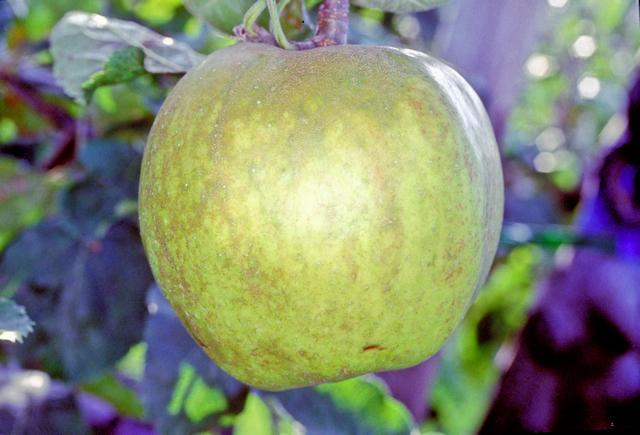

Alfa 68 (Malus domestica 'Alfa 68') je ovocný strom, kultivar druhu jabloň domácí z čeledi růžovitých. Plody jsou řazeny mezi odrůdy zimních jablek, sklízí se v říjnu, dozrává v lednu, skladovatelné jsou do dubna.

## Historie

### Původ
Byla vyšlechtěna ve Švédsku, v Alnarpu. Odrůda vznikla zkřížením odrůd 'Boskoopské červené' a diploidní odrůdy 'Fillippa'.

## Vlastnosti

### Růst
Růst odrůdy je bujný.

## Plodnost
Plodí pozdě, jen velmi slabě a pravidelně.

## Plod
Plod je nepravidelný, velký. Slupka hladká, žlutozelené zbarvení je překryté červeným líčkem. Dužnina je hrubá, nažloutlá se sladce navinulou chutí, dobrá.

## Choroby a škůdci
Odrůda je dost rezistentní proti strupovitosti jabloní a dosti odolná k mrazu a padlí.

## Použití
Je vhodná ke skladování a přímému konzumu.